# 乙津宜男
乙津 宜男（おつ よしお、1941年5月1日 - ）は、日本の経営者。紀伊國屋書店社長、会長を務めた。

## 経歴
東京都出身。1964年に専修大学経済学部を卒業し、同年に紀伊國屋書店に入社。専務を経て、2002年に副社長に就任し、2006年11月には社長に昇格。2008年11月には副会長に就任。